# Escola Democrática de Hadera
A Escola Democrática de Hadera, nascida em 1987, em Hadera, no distrito de Haifa, em Israel é uma escola de educação democrática e educação integral, para crianças e jovens de quatro a 18 anos de idade. É um espaço de ensino que tenta garantir o direito de escolha do estudante no que e em como aprender, bem como na experiência quotidiana de um colectivo democrático.
É uma escola que respeita o que chama de soberania dos estudantes, apoiando-os a agir de forma autónoma.
Ela é baseada em teorias de Jean-Jacques Rousseau, Martin Buber, Carl Rogers, e Janusz Korczak, em que a escola e é estruturada de forma a garantir que não exista uma cisão entre a vida na cidade, em comunidade e a vida escolar.
Em 2013, devido ao resultado ser tão positivo desta escola, o Ministro da Educação do governo de Israel de então propôs a um dos seus fundadores, Yaacov Hecht, ampliar a ideia na implementação desse modelo em diversas cidades do país e, para garantir a formação de profissionais que compreendessem a proposta, foi criada aí uma universidade especializada nessa educação.